# Chelidonium pedestre
Chelidonium pedestre là một loài bọ cánh cứng trong họ Cerambycidae.